# Marco Aurelio Odio
Marco Aurelio Odio Gallardo (San José, 19 de octubre de 1962 - 17 de octubre de 2008) es reconocido como el mejor bolichista de América Central y el Caribe de todos los tiempos. El bolichista formó parte integral de la selección nacional costarricense durante la mayoría de su vida participando en eventos nacionales, centroamericanos, panamericanos, y mundiales mayores.

## Vida personal
Nació en San José, el 19 de octubre de 1962, hijo de Marco Aurelio Odio Santos y Luisa Gallardo Araujo. Se casa con Marcia Xirinachs Arias, matrimonio del cual nace la pequeña Valeria Odio Xirinachs.

## Inicio en los Bolos
Primer Torneo: 1979 - Torneo de Novatos del Boliche Dent donde gana el título de Campeón Juvenil.
Medio Medio: Cabe destacar en esta sección el origen de su apodo Medio Medio. Según comentó al periódico La Nación: Cuando empezó a jugar boliche “hacía todo al revés, terminaba con el pie derecho adelante (tenía que ser el izquierdo) y mi bola hacía curva de izquierda a derecha (lo correcto es a la inversa). Entonces decían que yo era “medio derecho” y “medio zurdo”. Así surgió el Medio Medio. Si bien corregí el estilo, el apodo se quedó.

## Torneos

### Torneos internacionales
- 1979:
  - Torneo Internacional CONFEDERACIÓN - Puerto Rico
- 1980:
  - Torneo Las Américas - Miami, Estados Unidos -  Categoría Juvenil
  - Campeonato Centroamericano Juvenil en Costa Rica. 
    - Subcampeón todo evento individual
    - Campeón evento de dobles

  - Debut en el Torneo Internacional de LA RAZA - Costa Rica
- 1981:
  - Torneo Internacional Carnaval de Panamá
  - Torneo Internacional Fiestas Patrias de México (Final por equipos en T.V.)
  - Primer Torneo Internacional Juvenil Copa Presidente Costa Rica Tenis Club. 
    - Campeón todo evento individual
- 1983:
  - Brunswick Memorial World Open (P.B.A.) - Chicago, Estados Unidos. 
    - Segundo mejor latinoamericano.

  - Tercer Torneo Internacional Juvenil Copa Presidente Costa Rica Tenis Club. 
    - Campeón Todo evento individual
- 1984:
  - Brunswick Memorial World Open (P.B.A.) – Chicago, Estados Unidos
- 1987:
  - Tour Vikingo (Finlandia, Suecia, Dinamarca).
  - Abierto de Pedralbez en Barcelona, España.

### Torneos Internacionales por Invitación
CAMPEÓN de todo evento individual y de muchos otros eventos en torneos internacionales por invitación celebrados, entre otros, en:
- Panamá (Carnavales) (junto a José Mariano Arzú, de Guatemala, los únicos extranjeros en ganarlo). Único extranjero en ganarlo en dos ocasiones.
- Panamá (Tirolocos)
- México, Guanajuato (Bol León)
- Colombia, Barranquilla (Titos Bolo Club)
- Colombia, Medellín
- Panamá, David
- Aruba
- Curazao
- México, San Luis Potosí (Bola de Plata)
- Guatemala (San Valentín)
- Puerto Rico
- Estados Unidos
- República Dominicana

### Torneo de las Américas
El Torneo de las Américas es un torneo llevado a cabo en Miami, Florida, en Estados Unidos. Marco Aurelio Odio tiene el reconocimiento de ser el costarricense que ha jugado la mayor cantidad de veces ese torneo donde logró los siguientes hitos:
- Juego Perfecto (300) en 1992, cabe destacar que fue el primer adulto en lograrlo en 30 años.
- Subcampeón evento individual
- Subcampeón todo evento individual
- Subcampeón evento de dobles
- Subcampeón evento de dobles mixtos
- 4º lugar por países

### Torneo Internacional de la Raza – San José – Costa Rica
Contempla bajo un solo nombre los siguientes logros:
- Jugador que más títulos ha conseguido en este torneo
- Dedicado del 30.º Torneo en 2008
- Campeón del Evento de Cuartas: 
  - 1990 (Lacsa Courier)
  - 1991 (Lacsa Courier)
  - 1992 (Lacsa Courier)
  - 1993 (Banco de Costa Rica)
  - 1995 (Banco de Costa Rica)
  - 2001 (ULASALLE)
  - 2002 (ULASALLE)

- Campeón del Evento de Dobles:
  - 1982 con Arnoldo Lutz (Importaciones Fortaleza)
  - 1984 con Fernando Vargas (Pan Roca)
  - 1992 con Rolando Vargas (Lacsa Courier)
  - 1998 con Ernesto Ávila (ULASALLE)
  - 2004 con Jorge Siegrist (ULASALLE)

- Campeón del Todo Evento por Equipos:
  - 1982 (Importaciones Fortaleza)
  - 1984 (Pan Roca)
  - 1985 (Pan Roca)
  - 1988 (Pan Roca)
  - 1990 (Lacsa Courier)
  - 1991 (Lacsa Courier)
  - 1992 (Lacsa Courier)
  - 1993 (Banco de Costa Rica)
  - 2001 (ULASALLE)
  - 2002 (ULASALLE)

- Campeón Todo Evento Individual:
  - 1989 (Banco Nacional de Costa Rica)
  - 1992 (Lacsa Courier)

## Torneos como representante nacional

### Actividades del Ciclo Olímpico
Múltiples medallas en Juegos Deportivos Centroamericanos.
- Juegos Deportivos Centroamericanos y del Caribe: 
- Ponce, Puerto Rico 1993
- Maracaibo, Venezuela 1998: medalla de plata en el evento de tercias, medalla de plata en  el evento de quintas, medalla de bronce en el evento de dobles 
- San Salvador, El Salvador 2002.
- Juegos Deportivos Panamericanos: 
- La Habana, Cuba 1991
- Mar del Plata, Argentina 1995: 4º lugar todo evento individual.

### Copas Mundiales A.M.F.
- Ciudad de México 1983 (7º lugar)
- Sídney, Australia 1984
- Seúl, Corea del Sur 1985
- Copenhague, Dinamarca 1986
- Dublín, Irlanda 1989
- Pattaya, Tailandia 1990
- Johannesburgo, Sudáfrica 1993
- Hermosillo, México 1994
- El Cairo, Egipto 1997
- Las Vegas, Nevada, Estados Unidos 1999
- Lisboa, Portugal 2000
- Caracas, Venezuela 2006.

### Campeonatos Panamericanos F.I.Q. – Zona Americana
Participa en Bogotá, Colombia en 1985. Participa en Kansas, Estados Unidos en 1989.
Gana medalla de plata en el evento dobles con Rolando Vargas en Guadalajara, México en 1993.
Logra un Juego Perfecto en Buenos Aires, Argentina en 2001.
Logra su segundo Juego Perfecto en Panamericanos (Récord Panamericano) en San José, Costa Rica; en dicho torneo también ganó Medalla de plata en el evento de Tercias.

### Campeonatos Mundiales por Equipos F.I.Q.
En el Mundial de Finlandia, 1987 logra la serie más alta del torneo en el evento Dobles.
Participa en el Mundial de Reno, Nevada en 1995.

### Campeonatos Centroamericanos – Confederación Centroamericana y México de Boliche Amateur - CONCABA
Ostenta los títulos de 4 veces campeón Centroamericano todo evento individual, 3 veces subcampeón Centroamericano todo evento individual, 2 veces Campeón de Campeones Centroamericano, Campeón de múltiples eventos
En Guadalajara, México 1993: Logra la medalla de oro de todos los eventos.

### Campeonatos Nacionales de la Asociación Costarricense de Bowling – ACOBOL
Más de 10 veces Campeón Nacional Todo Evento Individual. Infinidad de títulos logrados en diferentes eventos. Durante 5 años consecutivos logró el título de campeón nacional del evento de dobles con Alejandro Karpinski.

## Director Técnico Nacional
Varias selecciones nacionales, entre ellas al Campeonato Panamericano Juvenil  en 1986 y al Campeonato Mundial Juvenil en 1987, ambos en Caracas, Venezuela.
En la actualidad está nombrado como el director Técnico de Selecciones Nacionales, incluyendo los equipos olímpicos. Lleva y entrena a la Selección Juvenil de Boliche al Mundial de Orlando 2008 conformada por Marco Moretti, Mark Molina, Diego Venegas y Alberto Lizano donde sus pupilos lograron la 33ª posición.

## Récords

### Juegos Perfectos: 18
A pesar de los trofeos, Medio Medio confesó en varias veces que el número que más apreciaba era el de los juegos perfectos que lanzó.
En total fueron 18 las ocasiones en que consiguió la proeza de botar los diez pines con un strike o chuza unas 12 veces consecutivas.
“Hay gente que en toda su vida no logra un solo juego perfecto; en el ámbito centroamericano soy el único que tiene esa cifra”, comentó Odio a este mismo diario en el 2006, cuando anunció su retiro.

### Logros y distinciones
Distinciones del Círculo de Periodistas y Locutores Deportivos de Costa Rica en 1980: Novato del año. Varias veces el Mejor Bolichista del año.
Revista Triunfo: nombrado durante 2 años consecutivos como el Mejor Bolichista del año.
2007: vicepresidente de la Asociación Costarricense de Boliche.
Dedicado del 30.º Torneo Internacional de la Raza “Repretel” celebrado del 11 al 18 de octubre de 2008.

## Muerte
Murió a las 11:30 del 17 de octubre de 2008 durante una intervención coronaria en el Hospital México.